# Курхарс
Курхарс, или Чугул — оригинальный ингушский традиционный женский головной убор. Являлся атрибутом парадной, выходной одежды ингушских девушек и надевались во время праздников и «выхода в свет». Курхарсы изготовлялись из войлока или плотного сукна и представляли собой высокие колпаки в виде конька с изогнутым вперёд и раздвоенным концом («хохолком»).
Впервые упомянут в 30-х гг. XVII в. в статейном списке русских послов, описывающих свой маршрут через ингушские земли в Грузию. Исследователями курхарс рассматривается в исторической и культурной взаимосвязи с женским головным убором древних фригийцев, так называемым «фригийским колпаком».
В своих исследованиях о курхарсе упоминают: Ю. Клапрот, А. Н. Генко, Л. П. Семёнов, Е. И. Крупнов и др.

## Археологические находки
Множество экземпляров курхарсов были обнаружены во время экспедиций Ингушского научно-исследовательского института в нагорной полосе Ингушетии с конца 20-х гг. и вплоть до 1941 г. включительно, в которых принимал участие профессор Семенов Л. П. В своих статьях он пишет:

«Нередко встречается особого рода головной убор — подобие изогнутого рога, суживающегося кверху и загибающегося спереди; он сделан из тонкого войлока, обтянут красной тканью, украшен перекрещивающейся перевязью и круглой выпуклой серебряной бляхой; старинное название такого убора — «курхарс».— 

«Своеобразны и изящны женские головные роговидные уборы, обтянутые красной тканью, со свешивающейся сзади короткой тыльной частью какого-либо другого цвета (синего, золотистого и др.); убор этот украшен выпуклой круглой серебряной бляхой, кружевом и лентами». «При обследовании нетронутого женского погребения в колодообразном гробу (в надземном склепе сел. Горак) в 1929 г. нами было отмечено, что подобный убор был положен под голову погребенной. Судя по приведенным данным, «курхарс» носился ингушскими женщинами по крайней мере с начала XVII в. до начала XIX в.»— 
В результате данных экспедиций «курхарсы» были найдены также в надземных склепах поселения Мецхал, в склепах от Эрзи до селения Морч, в селении Кхяхк, в Хамхи, а также от Таргима до Цори, т. е. во всей нагорной полосе Ингушетии.
Большая коллекция «курхарсов» была собрана археологами из башнеобразного двухэтажного склепа позднего Средневековья в селении Пялинг. Находки поразили ученых не только своей многочисленностью, но и богатой отделкой, в которой использовались как местные материалы, так и очень дорогие импортные ткани (шелк, полушелк, атлас, бархат, парча) иранского, китайского, египетского, сирийского, российского производства. «Курхарсы» были изготовлены с применением золотого и серебряного шитья и использованием различных материалов: войлока, кожи, бисера, бусин, раковин, серебряных блях. Технические приёмы также отличались оригинальностью и особым изяществом. 
В 2022 году по природным причинам обрушилась одна из стен склепа башенного комплекса Цори в горной Ингушетии, где среди множества ценных находок археологи обнаружили 11 курхарсов разной степени сохранности.